# 유전형 분석
유전형분석(Genotyping)은 개체의 유전자의 차이점을 분석하는 것으로 유전자, 특정서열, 반복서열 및 유전체 전체의 형(type)을 분석하는 것을 말한다.

## 같이 보기
- 발현형분석